# Pectinura
Pectinura is een geslacht van slangsterren uit de familie Ophiodermatidae.

## Soorten
- Pectinura vestita Forbes, 1843